# Anloga
Anloga ist ein Ort in der Volta Region im westafrikanischen Staat Ghana. Im Juni 2013 lebten 29.748 Einwohner in der Stadt. Bei der Volkszählung des Jahres 1984 wurden 18.993 Einwohner aufgeführt. Noch im Jahr 1970 lag die Bevölkerungszahl bei 14.032 Einwohnern.
Aktuell liegt die Stadt an der 46. Stelle der Liste der größten Städte in Ghana.

## Persönlichkeiten
- Atsu Nyamadi (* 1994), Leichtathlet